# Liste des élections partielles écossaises

## Liste des élections partielles

### 1relégislature(1999-2003)
| Circonscription           | Date             | Nom           | Parti | Parti        | Causes    | Élu               | Parti | Parti        | Score  |
| ------------------------- | ---------------- | ------------- | ----- | ------------ | --------- | ----------------- | ----- | ------------ | ------ |
| Ayr                       | 16 mars 2000     | Ian Welsh     |       | Travailliste | Démission | John Scott        |       | Conservateur | 39,4 % |
| Glasgow Anniesland        | 23 novembre 2000 | Donald Dewar  |       | Travailliste | Décès     | Bill Butler       |       | Travailliste | 51,7 % |
| Strathkelvin and Bearsden | 7 juin 2001      | Sam Galbraith |       | Travailliste | Démission | Brian Fitzpatrick |       | Travailliste | 37,0 % |
| Banff and Buchan          | 7 juin 2001      | Alex Salmond  |       | SNP          | Démission | Stewart Stevenson |       | SNP          | 49,6 % |

### 2elégislature(2003-2007)
| Circonscription  | Date              | Nom            | Parti | Parti        | Causes    | Élu              | Parti | Parti        | Score  |
| ---------------- | ----------------- | -------------- | ----- | ------------ | --------- | ---------------- | ----- | ------------ | ------ |
| Glasgow Cathcart | 29 septembre 2005 | Mike Watson    |       | Travailliste | Démission | Charlie Gordon   |       | Travailliste | 37,7 % |
| Moray            | 27 avril 2006     | Margaret Ewing |       | SNP          | Décès     | Richard Lochhead |       | SNP          | 46,2 % |

### 3elégislature(2007-2011)
Il n'y a pas eu aucune élection partielle durant la législature.

### 4elégislature(2011-2016)
| Circonscription  | Date            | Nom         | Parti | Parti        | Causes    | Élu           | Parti | Parti        | Score  |
| ---------------- | --------------- | ----------- | ----- | ------------ | --------- | ------------- | ----- | ------------ | ------ |
| Aberdeen Donside | 20 juin 2013    | Brian Adam  |       | SNP          | Décès     | Mark McDonald |       | SNP          | 41,2 % |
| Dunfermline      | 24 octobre 2013 | Bill Walker |       | SNP          | Démission | Cara Hilton   |       | Travailliste | 42,5 % |
| Cowdenbeath      | 23 janvier 2014 | Helen Eadie |       | Travailliste | Décès     | Alex Rowley   |       | Travailliste | 55,8 % |

### 5elégislature(2016-2021)
| Circonscription                    | Date         | Nom          | Parti | Parti        | Causes    | Élu              | Parti | Parti        | Score  |
| ---------------------------------- | ------------ | ------------ | ----- | ------------ | --------- | ---------------- | ----- | ------------ | ------ |
| Ettrick, Roxburgh and Berwickshire | 8 juin 2017  | John Lamont  |       | Conservateur | Démission | Rachael Hamilton |       | Conservateur | 53,6 % |
| Shetland                           | 29 août 2019 | Tavish Scott |       | LibDem       | Démission | Beatrice Wishart |       | LibDem       | 47,9 % |